# Arthrostylis
Arthrostylis é um género botânico pertencente à família Cyperaceae.

## Espécies
- Arthrostylis aphylla
- Arthrostylis chinensis
- Arthrostylis filformis
- Arthrostylis filiformis
- Arthrostylis humberti
- Arthrostylis kennyi
- Arthrostylis thouarsii